# Корифанта
Корифанта (лат. Coryphantha) — род растений семейства Кактусовые (Cactaceae) из Северной Америки.

## Название
От греч. κορυφή — вершина и греч. ανθσς — цветок, то есть «цветущий на верхушке».

## Биологическое описание
Стебли от уплощенно-шаровидных и шаровидных до цилиндрических. Растения неветвящиеся или ветвящиеся, чаще с 2-4(10) побегами, у ряда видов – до 20 и более побегов (у видов с подушковидной формой роста). Корни разветвленные или более или менее реповидные. Рёбер нет, бугорки (сосочки) конические или пирамидальные, расположены в виде спиралей, при взгляде сверху спирали находятся в постоянном соотношении, в соответствии с рядом Фибоначчи (для корифант характерны соотношения 5:8, 8:13, 13:21). Ареола взрослых растений разделена на две части: ареолу, расположенную на верхушке бугорка, и аксиллу; по верхней поверхности бугорка у взрослых растений проходит соединяющая их бороздка, сначала опушенная, с возрастом опушение опадает. В ареолах формируются колючки, в аксиллах – цветки. Боковые побеги формируются в ареолах или в бороздках рядом с ареолами, не в аксиллах. У ряда видов в бороздке или аксилле образуются внецветковые нектарники. Колючки радиальные и центральные, у некоторых видов нет центральных колючек. Радиальные колючки чаще прямые, тоньше и светлее центральных, верхние радиальные колючки бывают темнее нижних радиальных. Центральные колючки бывают прямые, изогнутые, с крючковидными кончиками.
Цветки воронковидные, обычно жёлтые, реже — розовые и розово-маджентовые, крайне редко белые, 2-10 см в диаметре, формируются вблизи верхушки растения меристемой аксилл в пазухах молодых сосочков. Околоплодник голый или с крошечными чешуйками (брактеями). Плоды ягодообразные, медленно высыхающие, крупные, яйцевидные или продолговатые, зеленоватого или желтоватого цвета, иногда с красноватым оттенком, созревают долго, развиваясь в стебле, часто выдвигаясь на следующий год. Семена в основном почкообразной формы, коричневые, редко черноватые, блестящие или матовые.

## Распространение и экология
Ареал — от юга Канады через весь запад США до Мексики. Виды рода были найдены в следующих районах: в Канаде — Британская Колумбия, Альберта, Манитоба; в США — Вашингтон, Монтана, Айдахо, Небраска, Канзас, Колорадо, Юта, Невада, юго-восточная Калифорния, Аризона, Нью-Мексико, Оклахома, Техас); в Мексике — (Сонора, Чиуауа, Коауила, Нуэво-Леон, Тамаулипас, Сан-Луис-Потоси, Дуранго, Гуанахуато, Морелос, Герреро, Мичоакан, Идальго, Керетаро, Веракрус, Мехико, Пуэбла, Оахака). Встречаются на высоте 1000-2600 метров над уровнем моря, в условиях разнообразных климатических зон. При этом только Coryphahtha vivipara и её разновидности растут в северных районах, остальные виды произрастают в США и Мексике.

## Значение и применение
Корифанты представляют интерес с точки зрения коллекционирования.

## Выращивание в культуре
Часть видов довольно непритязательна и хорошо переносит условия ограниченного освещения и тепла. Однако большая часть корифант требует интенсивного освещения, содержания в теплице большую часть года и на открытом воздухе летом. Рекомендуется минеральный субстрат. Полив умеренный, в средине лета и зимой — сухой покой в солнечном месте. Размножение посевом не вызывает затруднений, ветвящиеся виды легко размножаются вегетативно. Прививка не требуется.

## Классификация
Виды, объединяемые в род корифанта, сначала описывались как маммиллярии. Пфайффер, который рассматривал их в роде маммиллярия, первый в 1837 г. объединил корифанты в двух сериях: Conothelae и Brachythelae. Лемер в 1839 году образовал таксон внутриродового ранга под названием Aulacothelae для маммиллярий с бороздками на верхней стороне сосочков. В 1850 году Сальм-Дик описал подрод Glanduliferae, в который включил большую часть видов Aulacothelae. В 1853 году Позельгер перенес виды Glanduliferae и Aulacothelae в род Echinocactus. В 1858 году Энгельман описал подрод Coryphantha рода маммиллярия, объединявший примерно 16 видов. В 1868 году Лемер повысил подрод Coryphantha до самостоятельного рода. В 1897-1898 гг. Шуман считал корифанты подродом рода маммиллярия. Бриттон и Роуз (1923) вновь вернули корифантам ранг самостоятельного рода. Бергер (1929) относил к корифантам Escobaria, Neobesseya и Neolloydia.  В 1985 году опубликована диссертация А. Циммермана, посвященная классификации рода корифанта.
Р. Дихт и А. Люти (2003) выделяли в роде корифанта 2 подрода, 6 секций, 7 серий и 2 подсерии.
Coryphantha (Engelm.) Lem. Les Cactées 32. 1868.

Синонимы
Mammillaria subg. Coryphantha Engelm.basionym
- Aulacothele Monv., nom. inval.
- Glandulifera (Salm-Dyck) Fric
- Lepidocoryphantha Backeb.
- Roseia Fric, nom. inval.

Почти с самого начала исследователи не могли прийти к согласию относительно границ рода.
Некоторые расширяли род, включая виды, иначе выделяемые в род Escobaria.
Международная группа по систематике кактусов, однако, приняла род Escobaria как самостоятельный, но включает Cumarinia Buxb. и Lepidocoryphantha Backeb. в род Корифанта.
В 2022 году, были проведены новые филогенетические анализы рода Корифанта и связанных с ним родов в трибе Cacteae. Авторы исследования проанализировали пять областей хлоропластов и включили 44 вида Корифанта и 43 дополнительных вида из трибы Cacteae. Результаты исследования подтвердили монофилию рода Coryphantha, за исключением вида Coryphantha macromeris (теперь Pelecyphora macromeris). Группа, состоящая из родов Escobaria, Pelecyphora и Coryphantha macromeris, была подтверждена как сестринская группа Корифанта. Филогенетические анализы выявили две основные клады в роде Корифанта, которые включают семь субкладов. Авторы исследования предлагают назвать эти клады двумя подродами и семью секциями соответственно. Также было предложено новое разграничение рода Pelecyphora, включающее в себя Coryphantha macromeris и все виды, ранее отнесенные к роду Escobaria. Для учета этого нового разграничения было предложено 25 новых комбинаций. Семь обнаруженных субкладов внутри Корифанта соответствуют морфологии и географическому распространению и частично соответствуют традиционной классификации этого рода. Таким образом, исследование расширило наше понимание филогенетических связей внутри рода Корифанта и родственных ему родов, а также предложило новую классификацию для данного рода и рода Pelecyphora.

### Виды
По информации базы данных The Plant List, род включает 50 видов:
- Coryphantha borwigii (J.A.Purpus) A.Berger
- Coryphantha clava (Pfeiff.) Lem.
- Coryphantha clavata (Scheidw.) Backeb.
- Coryphantha compacta (Engelm.) Orcutt
- Coryphantha cornifera (DC.) Lem.
- Coryphantha delaetiana (Quehl) A.Berger
- Coryphantha delicata L.Bremer
- Coryphantha difficilis (Quehl) Orcutt
- Coryphantha durangensis (Ruenge ex Schum.) Britton & Rose
- Coryphantha echinoidea (Quehl) Britton & Rose
- Coryphantha echinus (Engelm.) Orcutt
- Coryphantha elephantidens (Lem.) Lem.
- Coryphantha erecta (Lem. ex Pfeiff.) Lem.
- Coryphantha georgii Boed.
- Coryphantha glanduligera (Otto & A.Dietr.) Lem.
- Coryphantha glassii Dicht & A.Lüthy
- Coryphantha gracilis L.Bremer & A.B.Lau
- Coryphantha hintoniorum Dicht & A.Lüthy
- Coryphantha jalpanensis Buchenau
- Coryphantha kieferiana (Boed.) A.Berger
- Coryphantha kracikii Halda, Chalupa & Kupčák
- Coryphantha longicornis Boed.
- Coryphantha maiz-tablasensis O.Schwarz
- Coryphantha neglecta L.Bremer
- Coryphantha nickelsiae (K.Brandegee) Britton & Rose
- Coryphantha obscura Boed.
- Coryphantha octacantha (DC.) Britton & Rose
- Coryphantha odorata Boed.
- Coryphantha ottonis (Pfeiff.) Lem.
- Coryphantha pallida Britton & Rose
- Coryphantha panarottoi Halda & Horáček
- Coryphantha poselgeriana (D.Dietr.) Britton & Rose
- Coryphantha potosiana (Jacobi) Glass & R.A.Foster ex Rowley
- Coryphantha pseudoechinus Boed.
- Coryphantha pseudonickelsae Backeb.
- Coryphantha pulleineana (Backeb.) Glass
- Coryphantha pycnacantha (Mart.) Lem.
- Coryphantha ramillosa Cutak
- Coryphantha recurvata (Engelm.) Britton & Rose
- Coryphantha retusa (Pfeiff) Britton & Rose
- Coryphantha robustispina (Schott ex Engelm.) Britton & Rose
- Coryphantha salinensis (Poselg.) Dicht & A.Lüthy
- Coryphantha salm-dyckiana (Scheer ex Salm-Dyck) Britton & Rose
- Coryphantha sulcata (Engelm.) Britton & Rose typus[7]
- Coryphantha tripugionacantha A.B.Lau
- Coryphantha vaupeliana Boed.
- Coryphantha vogtherriana Werderm. & Boed.
- Coryphantha werdermannii Boed.
- Coryphantha wohlschlageri Holzeis